# Scandinavian Airlines Connect
Scandinavian Airlines Connect, früher Scandinavian Airlines Ireland Ltd, SAS Ireland oder SAIL, ist eine irische Fluggesellschaft mit Sitz in Dublin und eine Tochtergesellschaft von SAS Scandinavian Airlines. Die Fluggesellschaft führt ausschließlich Flüge im Auftrag von SAS durch. Obwohl es sich um eine irische Fluggesellschaft handelt, ist keines der Flugzeuge in Irland stationiert, sondern in London-Heathrow und Kopenhagen.

## Geschichte
SAS hat ihre in Irland ansässige Tochtergesellschaft Anfang 2017 gegründet und wollte bis zum 1. November 2017 betriebsbereit sein. Ursprünglich sollte die Fluggesellschaft mit neun neuen Airbus A320neo ausgerüstet werden; fünf Flugzeuge davon starteten im Frühjahr 2018 von London Heathrow und später von Málaga aus, die restlichen vier Flugzeuge wurden von der Muttergesellschaft übernommen.
Die Absicht von SAS war, die eigenen Besatzungen durch preisgünstigere Crews außerhalb Skandinaviens zu ersetzen, um besser mit anderen Fluggesellschaften konkurrieren zu können. Die Fluggesellschaft beschäftigt keine eigenen Mitarbeiter, diese werden stattdessen von CAE, einem Luftfahrtvermittler, beschäftigt, der im Jahr 2017 mit dem Einsatz von Backend-Personal begann.
Die schwedische Pilotengewerkschaft äußerte ihre Unzufriedenheit mit der Betriebsstruktur der neuen Fluggesellschaft, weil diese ihrer Ansicht nach ein Bruch der derzeitigen Arbeitsverträge ist. Die Gewerkschaft beklagte auch die fehlende Berichterstattung in den skandinavischen Medien. Die Gewerkschaft der schwedischen Kabinenbesatzung verurteilte das neue Unternehmen ebenfalls und erklärte, dass SAS die Fluggesellschaft gegründet habe, um der Kabinenbesatzung „keine anständigen Gehälter zu zahlen“. Jonas Sjöstedt, der Vorsitzende der Vänsterpartiet sagte einer Zeitung, dass die Regierung Schwedens die Gründung der neuen Fluggesellschaft stoppen müsse, aber der schwedische Wirtschaftsminister Mikael Damberg sagte der gleichen Zeitung, dass „es kein Problem für den Eigentümer ist, wenn das Unternehmen beschließt, Basen im Ausland zu eröffnen“.
Aufgrund von Lieferverzögerungen musste SAS Ireland ihren Start bis Dezember 2017 verschieben. Der Erstflug fand am 20. Dezember 2017 von Kopenhagen nach London Heathrow statt.
Im Sommer 2018 wurden viele Flüge, die von SAS Ireland betrieben werden sollten, entweder storniert oder von der Muttergesellschaft betrieben. Gleichzeitig schickten 26 Piloten von SAS Ireland einen Brief an die Corporate Governance der SAS Group, in dem Arbeitsbedingungen und Sicherheitsstandards kritisiert wurden. Der Chefausbilder von SAS Ireland trat zurück, nachdem er für zu hohe Sicherheitsstandards kritisiert worden war. Während der kurzen Zeit, in der die Fluggesellschaft operierte, erlebten sie den Abschied einiger Piloten, von denen die meisten, die noch angestellt waren, aktiv nach einer neuen Beschäftigung suchten.
Im April 2020 schloss SAS Ireland die Basis in Málaga. Ab 2021 wurden Vorbereitungen für den Betrieb einer Basis in Kopenhagen getroffen und dessen Beginn für 2022[veraltet] angekündigt.

## Flotte
Mit Stand April 2025 besteht die Flotte der Scandinavian Airlines Connect aus 30 Flugzeugen mit einem Durchschnittsalter von 3,7 Jahren:
| Flugzeugtyp    | Anzahl | bestellt | Anmerkungen | Sitzplätze (Business/Eco+/Eco) | Durchschnittsalter |
| -------------- | ------ | -------- | ----------- | ------------------------------ | ------------------ |
| Airbus A320neo | 30     | 2        |             | 180 (-/-/180)                  | 3,7 Jahre          |
| Gesamt         | 30     | 2        |             |                                | 3,7 Jahre          |